# Marele Premiu al Stiriei din 2020
Marele Premiu al Stiriei din 2020 (cunoscut oficial ca Formula 1 Pirelli Grosser Preis Der Steiermark 2020) a fost o cursă auto de Formula 1 ce s-a desfășurat pe 12 iulie 2020 în Spielberg, Austria. Cursa a fost cea de-a doua etapă a Campionatului Mondial de Formula 1 din 2020. Cursa s-a desfășurat exact la o săptămână după Marele Premiu al Austriei din 2020, pe aceeași pistă, Red Bull Ring, din cauza pandemiei de COVID-19.

## Pneuri

### Pneurile programate de Pirelli pentru cursă
| Numele compusului | Culoare | Culoare | Condițiile meteo | Aderență | Durabilitate |
| ----------------- | ------- | ------- | ---------------- | -------- | ------------ |
| Dur C2            | H       |         | Uscat            | Mică     | Mare         |
| Mediu C3          | M       |         | Uscat            | Medie    | Medie        |
| Moale C4          | S       |         | Uscat            | Mare     | Mică         |
| Intermediar       | I       |         | Ploaie ușoară    |          |              |
| Ploaie            | W       |         | Ploaie           |          |              |

### Cele mai folosite pneuri
| Numele compusului | Culoare | Culoare | Numărul de tururi                    | Condițiile meteo |
| ----------------- | ------- | ------- | ------------------------------------ | ---------------- |
| Moale C4          | S       |         | 45 (Gasly)                           | Uscat            |
| Mediu C3          | M       |         | 44 (Hamilton, Verstappen, Räikkönen) | Uscat            |
| Dur C2            | H       |         | 34 (Kveat)                           | Uscat            |

## Clasamente

### Calificări

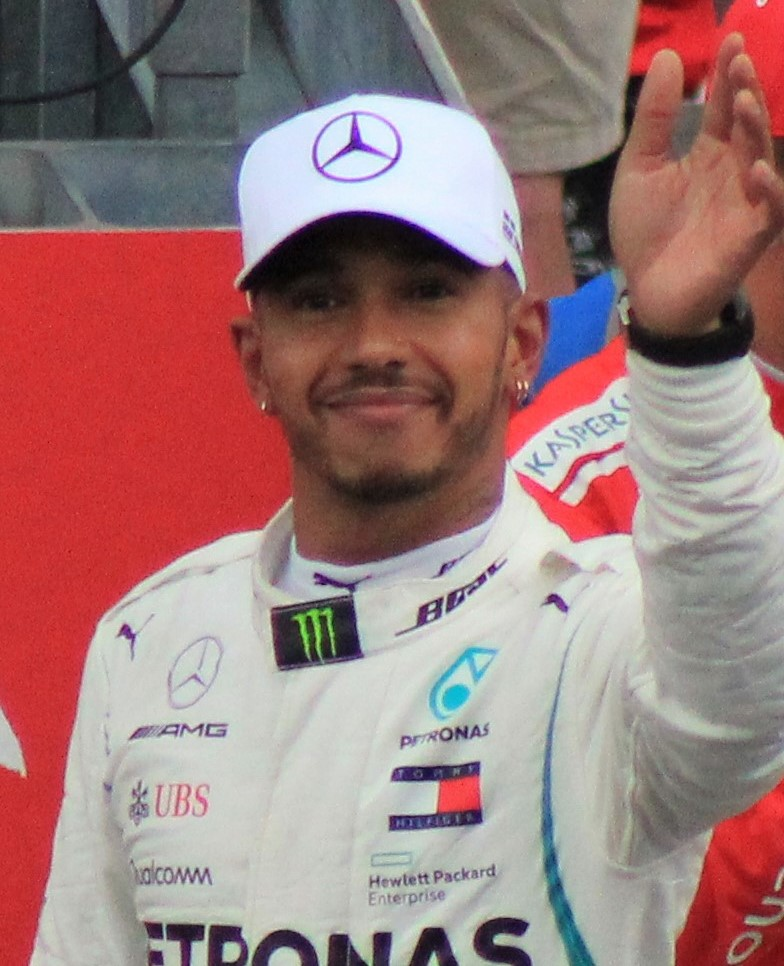
Lewis Hamilton a plecat din pole position pentru a opzeci și noua oară în carieră

| Poz.                  | Nr. | Pilot              | Constructor               | Timpi calificări | Timpi calificări | Timpi calificări | Grila finală |
| Poz.                  | Nr. | Pilot              | Constructor               | Q1               | Q2               | Q3               | Grila finală |
| --------------------- | --- | ------------------ | ------------------------- | ---------------- | ---------------- | ---------------- | ------------ |
| 1                     | 44  | Lewis Hamilton     | Mercedes                  | 1:18,188         | 1:17,825         | 1:19,273         | 1            |
| 2                     | 33  | Max Verstappen     | Red Bull Racing-Honda     | 1:18,297         | 1:17,938         | 1:20,489         | 2            |
| 3                     | 55  | Carlos Sainz Jr.   | McLaren-Renault           | 1:18,590         | 1:18,836         | 1:20,671         | 3            |
| 4                     | 77  | Valtteri Bottas    | Mercedes                  | 1:18,791         | 1:18,657         | 1:20,701         | 4            |
| 5                     | 31  | Esteban Ocon       | Renault                   | 1:19,687         | 1:18,764         | 1:20,922         | 5            |
| 6                     | 4   | Lando Norris       | McLaren-Renault           | 1:18,504         | 1:18,448         | 1:20,925         | 9            |
| 7                     | 23  | Alexander Albon    | Red Bull Racing-Honda     | 1:20,882         | 1:19,014         | 1:21,011         | 6            |
| 8                     | 10  | Pierre Gasly       | AlphaTauri-Honda          | 1:20,192         | 1:18,744         | 1:21,028         | 7            |
| 9                     | 3   | Daniel Ricciardo   | Renault                   | 1:19,662         | 1:19,229         | 1:21,192         | 8            |
| 10                    | 5   | Sebastian Vettel   | Ferrari                   | 1:20,243         | 1:19,545         | 1:21,651         | 10           |
| 11                    | 16  | Charles Leclerc    | Ferrari                   | 1:20,871         | 1:19,628         | N/A              | 14           |
| 12                    | 63  | George Russell     | Williams-Mercedes         | 1:20,382         | 1:19,636         | N/A              | 11           |
| 13                    | 18  | Lance Stroll       | Racing Point-BWT Mercedes | 1:19,697         | 1:19,645         | N/A              | 12           |
| 14                    | 26  | Daniil Kveat       | AlphaTauri-Honda          | 1:19,824         | 1:19,717         | N/A              | 13           |
| 15                    | 20  | Kevin Magnussen    | Haas-Ferrari              | 1:21,140         | 1:20,211         | N/A              | 15           |
| 16                    | 7   | Kimi Räikkönen     | Alfa Romeo Racing-Ferrari | 1:21,372         | N/A              | N/A              | 16           |
| 17                    | 11  | Sergio Pérez       | Racing Point-BWT Mercedes | 1:21,607         | N/A              | N/A              | 17           |
| 18                    | 6   | Nicholas Latifi    | Williams-Mercedes         | 1:21,759         | N/A              | N/A              | 18           |
| 19                    | 99  | Antonio Giovinazzi | Alfa Romeo Racing-Ferrari | 1:21,831         | N/A              | N/A              | 19           |
| Regula 107%: 1:17,285 |     |                    |                           |                  |                  |                  |              |
| NSC                   | 8   | Romain Grosjean    | Haas-Ferrari              | Fără timp        | N/A              | N/A              | 20           |
| Sursa:                |     |                    |                           |                  |                  |                  |              |

Note

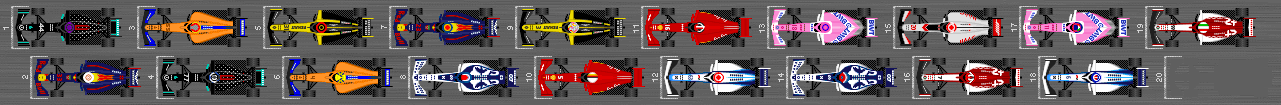
Grila de start

- ^1 – Norris a fost penalizat cu 3 locuri pe grila de start pentru depășire sub steagurile galbene în timpul primei sesiuni de antrenamente libere.
- ^2 – Leclerc a fost penalizat cu 3 locuri pe grila de start pentru împiedicarea lui Kveat în timpul calificărilor.
- ^3 – Giovinazzi a fost penalizat cu 5 locuri pe grila de start pentru schimbarea neprogramată a cutiei de viteze.

### Cursă
| Poz.                                                                | Nr. | Pilot              | Constructor               | Tururi | Timp/Retras    | Puncte |
| ------------------------------------------------------------------- | --- | ------------------ | ------------------------- | ------ | -------------- | ------ |
| 1                                                                   | 44  | Lewis Hamilton     | Mercedes                  | 71     | 1:22:50,683    | 25     |
| 2                                                                   | 77  | Valtteri Bottas    | Mercedes                  | 71     | +13,719s       | 18     |
| 3                                                                   | 33  | Max Verstappen     | Red Bull Racing-Honda     | 71     | +33,698s       | 15     |
| 4                                                                   | 23  | Alexander Albon    | Red Bull Racing-Honda     | 71     | +44,400s       | 12     |
| 5                                                                   | 4   | Lando Norris       | McLaren-Renault           | 71     | +61,470s       | 10     |
| 6                                                                   | 11  | Sergio Pérez       | Racing Point-BWT Mercedes | 71     | +62,387s       | 8      |
| 7                                                                   | 18  | Lance Stroll       | Racing Point-BWT Mercedes | 71     | +62,453s       | 6      |
| 8                                                                   | 3   | Daniel Ricciardo   | Renault                   | 71     | +62,591s       | 4      |
| 9                                                                   | 55  | Carlos Sainz Jr.   | McLaren-Renault           | 70     | +1 tur         | 3      |
| 10                                                                  | 26  | Daniil Kveat       | AlphaTauri-Honda          | 70     | +1 tur         | 1      |
| 11                                                                  | 7   | Kimi Räikkönen     | Alfa Romeo Racing-Ferrari | 70     | +1 tur         |        |
| 12                                                                  | 20  | Kevin Magnussen    | Haas-Ferrari              | 70     | +1 tur         |        |
| 13                                                                  | 8   | Romain Grosjean    | Haas-Ferrari              | 70     | +1 tur         |        |
| 14                                                                  | 99  | Antonio Giovinazzi | Alfa Romeo Racing-Ferrari | 70     | +1 tur         |        |
| 15                                                                  | 10  | Pierre Gasly       | AlphaTauri-Honda          | 70     | +1 tur         |        |
| 16                                                                  | 63  | George Russell     | Williams-Mercedes         | 69     | +2 tururi      |        |
| 17                                                                  | 6   | Nicholas Latifi    | Williams-Mercedes         | 69     | +2 tururi      |        |
| Ab                                                                  | 31  | Esteban Ocon       | Renault                   | 25     | Supraîncălzire |        |
| Ab                                                                  | 16  | Charles Leclerc    | Ferrari                   | 4      | Accident       |        |
| Ab                                                                  | 5   | Sebastian Vettel   | Ferrari                   | 1      | Accident       |        |
| Cel mai rapid tur: Carlos Sainz Jr. (McLaren) – 1:05,619 (turul 68) |     |                    |                           |        |                |        |
| Sursa:                                                              |     |                    |                           |        |                |        |

| Loc    | 1  | 2  | 3  | 4  | 5  | 6 | 7 | 8 | 9 | 10 | CMRT |
| Puncte | 25 | 18 | 15 | 12 | 10 | 8 | 6 | 4 | 2 | 1  | 1    |

Note

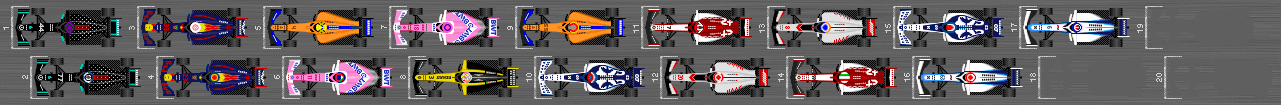
Clasamentul final.

- ^1 – Include un punct pentru cel mai rapid tur.

## Clasamentele campionatelor după cursă
|   | Poz. | Pilot           | Puncte |
| - | ---- | --------------- | ------ |
|   | 1    | Valtteri Bottas | 43     |
| 2 | 2    | Lewis Hamilton  | 37     |
|   | 3    | Lando Norris    | 26     |
| 2 | 4    | Charles Leclerc | 18     |
| 1 | 5    | Sergio Pérez    | 16     |

|   | Poz. | Constructor               | Puncte |
| - | ---- | ------------------------- | ------ |
|   | 1    | Mercedes                  | 80     |
|   | 2    | McLaren-Renault           | 39     |
| 6 | 3    | Red Bull Racing-Honda     | 27     |
|   | 4    | Racing Point-BWT Mercedes | 22     |
| 2 | 5    | Ferrari                   | 19     |

- Notă: Doar primele cinci locuri sunt prezentate în ambele clasamente.